# Оса (оружие)
«Оса» — бесствольный пистолет, многофункциональный комплекс гражданского оружия нелетального действия, предназначенный для активной самообороны, подачи сигналов и освещения местности.
Первый демонстрационный образец был представлен на международной оружейной выставке в Москве (24—29 июня 1996 года). При разработке инженеры отказались от многих традиционных решений, в результате чего получилось совершенно уникальное оружие. Окончательный вариант был разработан в 1999 году НИИ прикладной химии (НИИПХ), в настоящее время выпускается «Новыми оружейными технологиями». Может быть смертельным в ближнем бою, при выстреле в голову.

## Конструкция
У «Осы» нет ни затвора, ни ударника. Конструктор заменил традиционную механику электрозапалом. Питание электрозапала у «Осы» осуществляется за счет литий-ионной батареи, расположенной в рукояти. Бесствольный травматический пистолет «Оса» является оружием с блоком из четырёх патронников. Корпус пистолета выполнен из сплава на основе алюминия и состоит из собственно корпуса с рукоятью и патронной кассеты, откидывающейся для перезарядки. Роль стволов выполняют толстостенные и относительно длинные алюминиевые гильзы. Блок патронников (патронная кассета) соединяется с рамой посредством шарнирного узла в нижней тыльной части блока. Заряжение осуществляется по одному патрону. Перезарядка блока патронников выполняется откидыванием его вниз, по типу переломного охотничьего ружья. Гильзы частично выходят из патронников при помощи подпружиненного выбрасывателя. Далее гильзы по одной извлекаются стрелком вручную. Бесствольный травматический пистолет «Оса» оснащён простейшим открытым прицелом с каналом в блоке патронников и мушкой внутри этого канала, окрашенной в белый цвет. Поздние модификации оснащены лазерным целеуказателем (ЛЦУ) с питанием от литиевой батареи CR-123A. ПБ-4-1 имеет систему воспламенения капсюля с питанием от батарейки, остальные версии оснащены магнитно-импульсным генератором (МИГ), не требующим отдельного источника питания, батарее отведена роль источника для ЛЦУ.

## Варианты и модификации
- ПБ-2 «Эгида» — двухзарядный вариант под патрон 18×45 мм, выпуск начат в 2006 году.
- ПБ-4 «ОСА» — четырёхзарядная модель под патрон 18×45 мм, выпуск начат в 1999 году (снята с производства).
- ПБ-4М — четырёхзарядная модель под патрон 18×45 мм, выпуск начат осенью 2002 года (снята с производства)[3].
- ПБ-4В (индекс ГРАУ — 6П56) — четырёхзарядная модель под патрон 18,5×60 мм, армейский вариант ПБ-4М, официально принята на вооружение в 2002 году. От ПБ-4М отличается наличием антабки на основании рукояти[3].
- ПБ-4-1 — четырёхзарядная модель под патрон 18×45 мм.
- ПБ-4-1МЛ — четырёхзарядная модель под патрон 18×45 мм с лазерным целеуказателем, выпуск начат в середине 2003 года.
- ПБ-4-2 — четырёхзарядная модель под патрон 18,5×55 мм, с незначительно удлинённым блоком стволов и изменённым прицельным приспособлением — из целика и мушки[4].
- ПБ-4СП — четырёхзарядная модель под патрон 18,5×60 мм, предназначенная для вооружения отдельных категорий сотрудников правоохранительных органов. Принят на вооружение МВД РФ в 2005 году[3], поступил на вооружение московского ОМОН[5]. В сентябре 2007 года на вооружение МВД РФ были приняты также сигнальный и осветительный патроны 18,5×60 мм[6]. Некоторое количество этих пистолетов поступило на вооружение отдельных подразделений патрульно-постовой службы и транспортной милиции в 2008 году[7], в 2012 году для полиции было закуплено ещё 3827 пистолетов и 43 тыс. патронов к ним[8]. В июне 2013 года ещё 919 шт. закуплено для военной полиции[9].
- OSA Flare Gun — четырёхзарядная модель с корпусом из пластмассы оранжевого цвета[10].
- ПБ-4-3 «Компакт» — четырёхзарядная модель под патрон 15х40 мм.
- М-09 — четырёхзарядная модель под патрон 18,5×55 мм. Имеет либо зелёный либо красный (в более дешёвом варианте) ЛЦУ. Отличительной особенностью является специальный датчик, включающий ЛЦУ автоматически, при обхвате рукоятки рукой.

## Патроны
Для стрельбы из комплекса «Оса» применяются травматические, осветительные, сигнальные, светозвуковые и газовые патроны.
Кроме буквенного индекса на маркировке патрона, для определения типа патрона в темноте тактильным способом (на ощупь), пыжи патронов имеют выступы.
Начальная скорость и дульная энергия пули травматического патрона могут несколько различаться в зависимости от партии патронов. Известны случаи причинения смертельных ранений в результате попадания пули в голову на короткой дистанции.

## Страны-эксплуатанты
- Армения — принят на вооружение правоохранительных органов[12]
- Беларусь — принят на вооружение правоохранительных органов[12]
- Казахстан — были сертифицированы в качестве гражданского оружия самообороны[13][14] (2 апреля 2014 года парламент Казахстана установил запрет на владение и использование травматического оружия гражданскими лицами и ранее купленное оружие начали изымать у владельцев)[15], также они используется сотрудниками частных охранных структур[16][17].
- ОАЭ — принят на вооружение правоохранительных органов[12]
- Россия — сертифицирован в качестве гражданского оружия самообороны, используется сотрудниками частных охранных структур[18][19], принят на вооружение сотрудников сторожевых и военизированных подразделений ФГУП «Охрана» МВД РФ[20] и военной полиции, а также разрешён к использованию сотрудникам ведомственной охраны[21] (в частности, ПБ-4-1 используется отдельными категориями сотрудников ведомственной охраны Министерства транспорта Российской Федерации[22]).
- Украина — некоторое количество ПБ-4 было закуплено и использовалось МВД Украины[23]
- Чехия — принят на вооружение правоохранительных органов[12]

- Германия[12] — в 2012 году комиссия DAT-11 включила пистолет «ОСА» в официальный каталог оружия несмертельного действия НАТО[24], а после завершения оружейной выставки «Enforce Tac-2013» (Нюрнберг, 7-8 марта 2013) опытно-коммерческая партия пистолетов «ОСА» была заказана[25] и закуплена для полиции ФРГ.
- Швейцария — В 2013 году НИИПХ получил заявку на поставку пистолетов «Оса»[25]
- ЮАР — В 2013 году НИИПХ получил заявку на поставку пистолетов «Оса»[25]
- США — В 2016 году на вооружение шерифов американского штата Аризона[англ.] поступили российские пистолеты «Оса». Первая партия составила более 60 пистолетов и 10 тысяч патронов. Ведутся переговоры о закупке этих пистолетов шерифами и других штатов[26]. В США «Оса» известна под названием Defenzia и реализуется через Defenzia LLC[27]